# تهدید مرگ

متن نامهٔ سرگشاده سید روح‌الله خمینی که در اردیبهشت ۱۳۲۳ خورشیدی منتشر شد.

تهدید مرگ، همانگونه که از عنوانش پیداست، به هر گونه تهدید به کشتن کس یا کسانی به دست کس یا کسانی که یا خود را معرفی می‌کنند یا به طور ناشناس آن را عنوان می‌کنند، دلالت دارد.

## تهدیدهای مرگ با ریشه مذهبی
یکی از نمونه‌های آشنای تهدیدهای مرگ در کشورهای اسلامی و ایران، تهدید به کشتن کس یا کسانی با دلایل مذهبی توسط افراد یا گروههای مذهبی است. برای نمونه خمینی در نامه سرگشادهٔ «بخوانید و به کار بندید»، احمد کسروی را با توجیهی مذهبی – از نگر خویش – به مرگ تهدید کرد.